# Ustni zgodovinski viri
Ustni zgodovinski viri so zgodovinski viri, ki s pomočjo ustnega izročila ohranjajo zgodovino. To je razvidno predvsem iz zgodb staršev oziroma starih staršev, mitov, bajk, legend, anekdote, povesti